# エコー (トム・ペティ&ザ・ハートブレイカーズのアルバム)
『エコー』（Echo）は、トム・ペティ&ザ・ハートブレイカーズが1999年に発表した、映画のサウンドトラックを含めれば通算10作目のスタジオ・アルバム。

## 背景
トム・ペティは本作の制作前に離婚して独身となっており、後年「人生最悪の時期に作ったレコード」「何年も聴き返さなかったけど、ある時、車の中でダナ（ペティの再婚相手）がこのアルバムをかけようとして、俺は拒否したけど、彼女は『聴きましょうよ』と言った。そして聴いてみたら、とても楽しめたよ」と振り返っている。ハウィー・エプスタイン在籍時としては最後のアルバムで、当時エプスタインはヘロイン依存により体調が悪化しており、本作のジャケットのグループ・ショットには、エプスタインの代わりにツアー・メンバーのスコット・サーストンが写っている。また、ペティとリック・ルービンが共同作業を行った最後のアルバムでもある。
「アイ・ドント・ウォナ・ファイト」は、ザ・ハートブレイカーズの曲としては初めてマイク・キャンベルがリード・ボーカルを担当し、作曲クレジットもキャンベル単独となっているが、実際にはペティも「I’m a lover lover lover」というワン・フレーズのみ作った。

## 反響・評価
アメリカのBillboard 200では10位に達し、バンド名義では通算6作目、ペティのソロ・アルバムも含めれば8作目の全米トップ10アルバムとなった。1999年7月には、RIAAによりゴールドディスクの認定を受けた。
第42回グラミー賞では、本作が最優秀ロック・アルバム賞にノミネートされ、収録曲「ルーム・アット・ザ・トップ」が最優秀ロック・ソング賞にノミネートされた。Stephen Thomas Erlewineはオールミュージックにおいて5点満点中4点を付け「奇妙なことに、たくましいバンド・レコードのように響く一方、ソロ・アルバムの如く感傷的でもある」「悲しみや悔恨に満たされたアルバムだが、詩的にも音楽的にも、無理やり作った感じや自意識過剰な感触はない」と評している。Stereogumによる2014年の企画「Tom Petty Albums From Worst To Best」では8位となった。

## 収録曲
特記なき楽曲はトム・ペティ作。
1. ルーム・アット・ザ・トップ "Room at the Top" – 5:01
2. カウンティング・オン・ユー "Counting on You" – 4:05
3. フリー・ガール・ナウ "Free Girl Now" – 3:30
4. ロンサム・サンダウン "Lonesome Sundown" – 4:32
5. スウィンギン "Swingin'" – 5:30
6. アキューズド・オブ・ラヴ "Accused of Love" – 2:45
7. エコー "Echo" – 6:36
8. ウォント・ラスト・ロング "Won't Last Long" – 4:22
9. ビリー・ザ・キッド "Billy the Kid" – 4:08
10. アイ・ドント・ウォナ・ファイト "I Don't Wanna Fight" (Mike Campbell) – 2:47
11. ディス・ワンズ・フォー・ミー "This One's for Me" – 2:42
12. ノー・モア "No More" – 3:15
13. アバウト・トゥ・ギヴ・アウト "About to Give Out" – 3:12
14. ライノ・スキン "Rhino Skin" – 3:57
15. ワン・モア・デイ、ワン・モア・ナイト "One More Day, One More Night" – 5:37

## 参加ミュージシャン
- トム・ペティ - ボーカル、ギター、ハーモニカ
- マイク・キャンベル - ボーカル(on #10)、ギター、ベース
- ベンモント・テンチ - ピアノ、エレクトリックピアノ、オルガン、チェンバリン、クラビネット
- ハウィー・エプスタイン - ベース、バッキング・ボーカル

アディショナル・ミュージシャン
- スコット・サーストン（英語版） - ギター、バッキング・ボーカル
- スティーヴ・フェローン - ドラムス
- レニー・カストロ - パーカッション